# Richard Maibaum
Richard (Dick) Maibaum (New York, 26 mei 1909 – Santa Monica (Californië), 4 januari 1991) was een Amerikaanse filmproducent en scenarioschrijver. Maibaum is het bekendst als de scenarioschrijver van de meeste James Bondfilms.
Maibaum werd in New York acteur en scenarioschrijver.
De eerste film die hij schreef kwam in 1937 uit. Na de Tweede Wereldoorlog sloot hij zich aan bij Paramount Pictures als schrijver en producer van films zoals The Great Gatsby.
In de jaren 50 werd hij de favoriete schrijver van producer Albert R. Broccoli. Broccoli was de producer van de bekende James Bondfilms. Richard Maibaum schreef dan ook de scenario's voor Dr. No, From Russia with Love, Goldfinger, Thunderball, On Her Majesty's Secret Service, Diamonds Are Forever, The Man with the Golden Gun, The Spy Who Loved Me, For Your Eyes Only, Octopussy, A View to a Kill, The Living Daylights en Licence to Kill.
In 1991 overleed Richard Maibaum. Hierdoor was er een kloof van zes jaar tussen de Bondfilms Licence to Kill en GoldenEye.